# Fran Krsto Frankopan

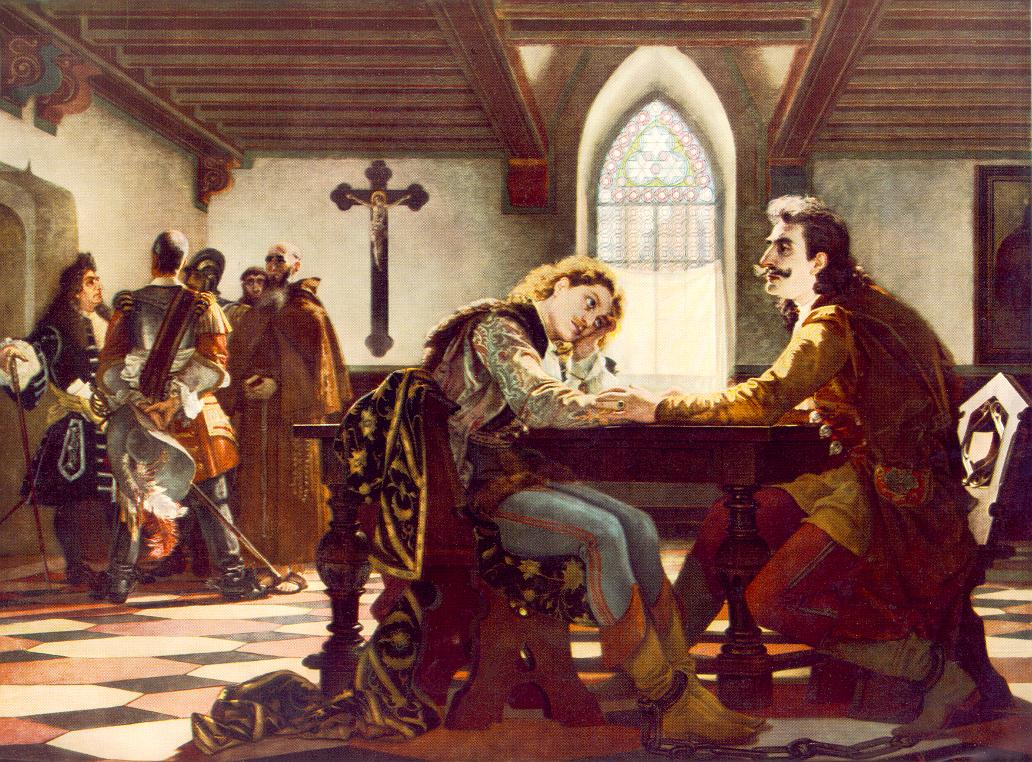
Fran Krsto Frankopan con Petar Zrinski.

Fran Krsto Frankopan (en húngaro: Frangepán Ferenc Kristóf, Bosiljevo, 4 de marzo de 1643- Wiener Neustadt, 30 de abril de 1671) poeta, noble y político croata de siglo XVII, estuvo involucrado en la Conspiración de los magnates junto con su cuñado Petar Zrinski, por la que fueron ejecutados mediante decapitación.
Era 20 años menor que sus hermanos y junto con estos (Nikola, Fran Krsto Frankopan y su hermana Katarina) contribuyó significativamente a la literatura croata. Escribió su obra en el dialecto kaikaviano-ikaviano de la lengua croata. 
Su padre fue el noble militar Vuk Krsto Frankopan.